# Тоау

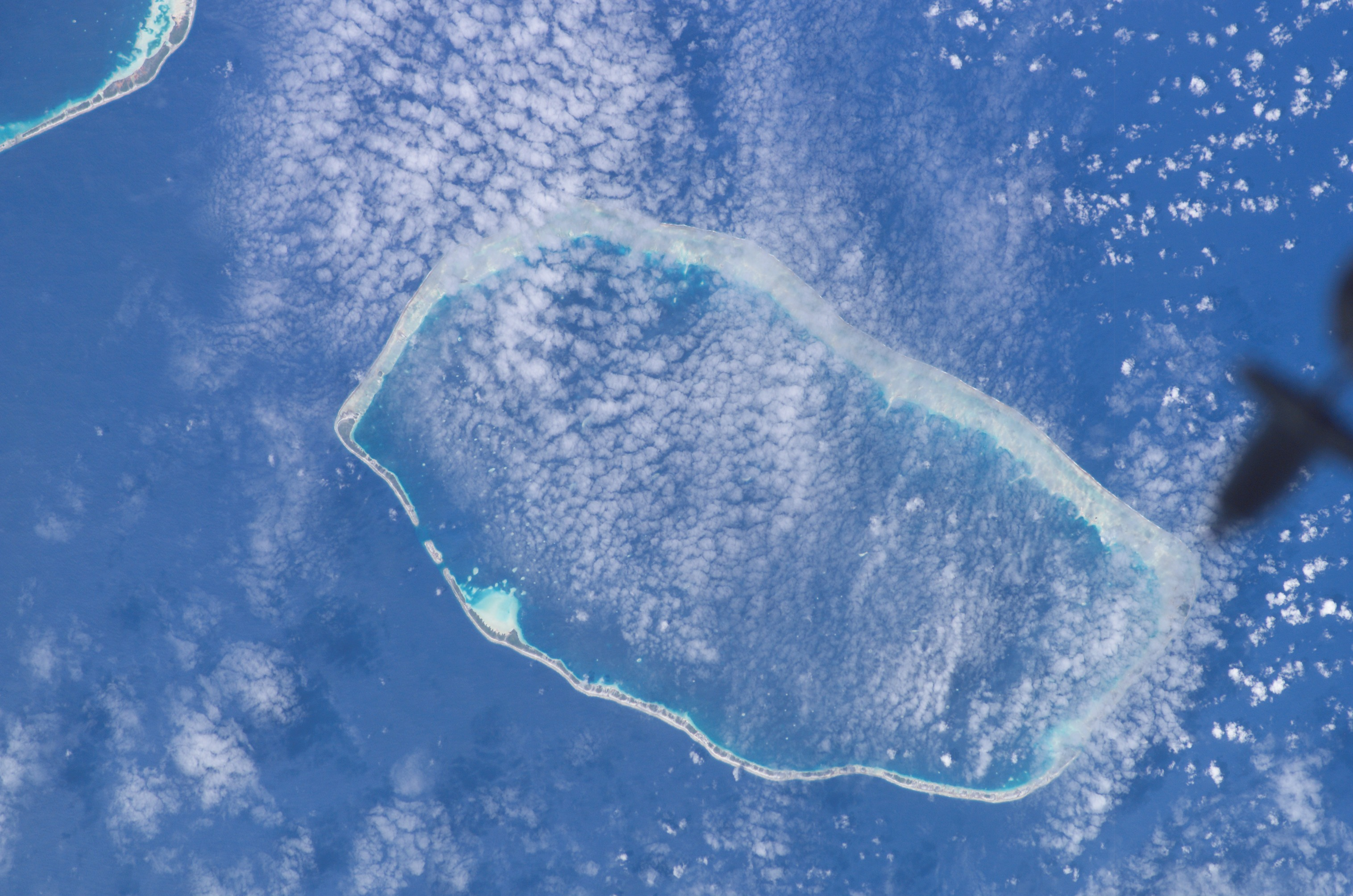
Космический снимок атолла.

Тоау (фр. Toau) — атолл в архипелаге Туамоту (Французская Полинезия). Расположен в западной части архипелага к северу от атолла Факарава.

## География
В центре острова расположена крупная лагуна, в двух местах соединённая с океаническими водами узкими проходами.

## История
Тоау был открыт в 1774 году английским путешественником Джеймсом Куком.

## Административное деление
Административно входит в состав коммуны Факарава.

## Население
С 2007 года постоянного населения на Тоау нет. Главное поселение было — деревня Марагаи. Часто Тоау посещают жители близлежащих островов.